# Carne de chango

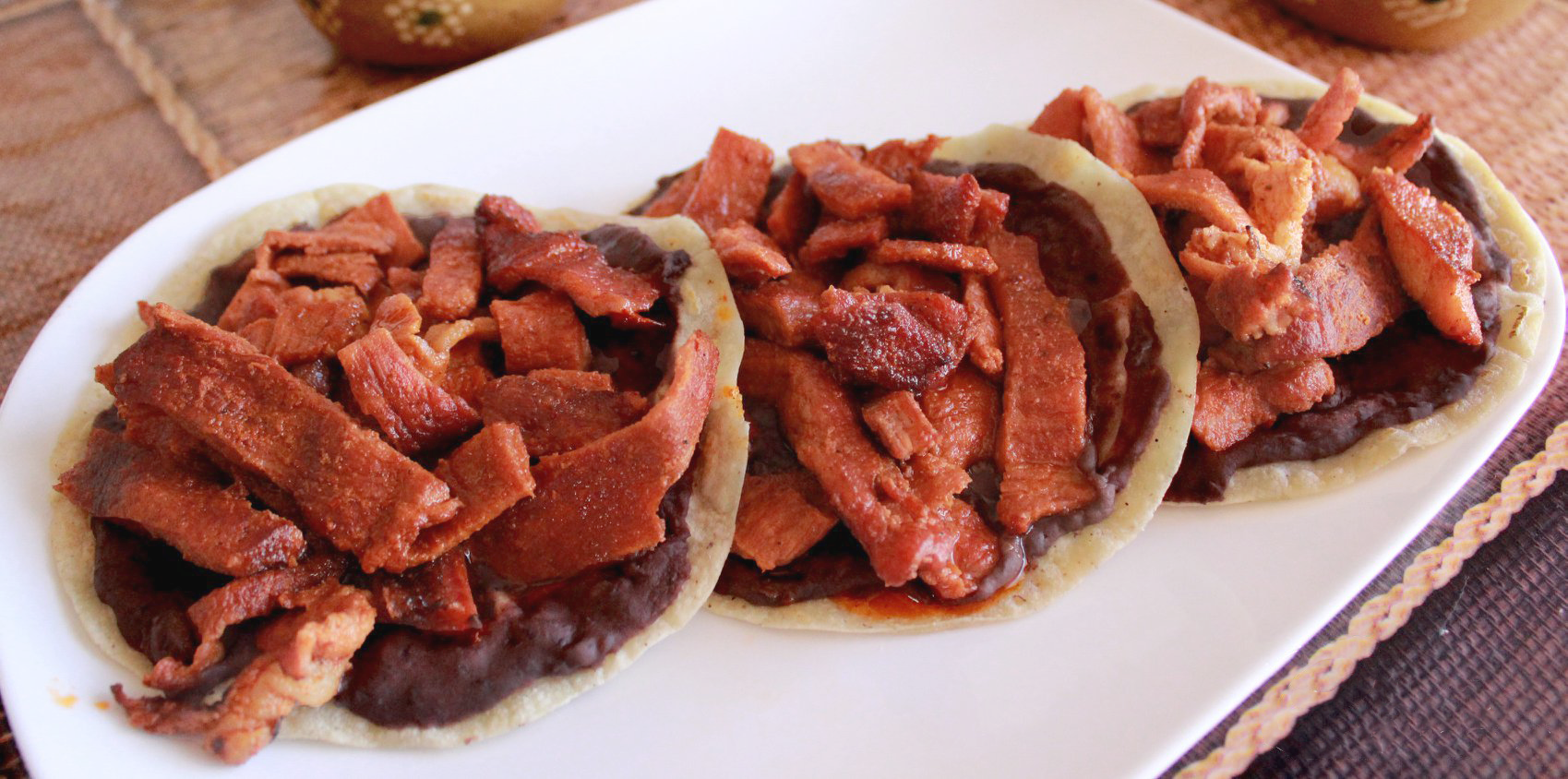
Carne de chango

Carne de chango (o termo em castelhano para "carne de macaco") é um pedaço de lombo suíno marinado com limão (lima), curado por defumação preparado especialmente na região de Catemaco, no estado de Veracruz, no México.
A mudança da carne de macaco para a carne de porco ocorreu em função da caça intensa, que levou à quase extinção duas espécies de macacos que habitam a Sierra de Los Tuxtlas.